# Homer Is Where the Art Isn't
«Homer Is Where the Art Isn't» (укр. «Гомер — там, де немає мистецтва») — дванадцята серія двадцять дев'ятого сезону мультсеріалу «Сімпсони», прем'єра якої відбулась 18 березня 2018 року у США на телеканалі «Fox».
Серія присвячена пам'яті науковця Стівена Гокінга, який помер за 4 дні до того у віці 76 років.

## Сюжет
В аукціонному домі Гевелбі Гомер і містер Бернс програють магнатші Меган Метьюсон, подавши заявку на картину Жуана Міро «Поетеса». Гомер одержимий нею, аж до спроби викрасти картину в кінці аукціону. Як тільки «Поетеса» прибуває до дому Меган, вона дізнається, що картину викрали. Для вирішення справи покликаний детектив Маначек.
Маначек їде до Меган через удвічі більше страхування картини, ніж вона заплатила — на суму 30 мільйонів доларів. Вона заперечує звинувачення і відправляє Маначека в маєток Бернса. Бернс зізнається, що не може пережити поразку від жінки, але також відкидає звинувачення і направляє Маначека до останнього підозрюваного — Гомера — через одержимість, яку він виявив з цього приводу.
На Спрінґфілдській АЕС Гомер демонструє йому, як сильно він хоче картину, але також заперечує її крадіжку. Увечері Мардж приходить до квартири Маначека, щоб переконати його, що Гомер — невинний. Однак він каже, що вони будуть говорити лише за вечерею. Тож Мардж запрошує його на вечерю з їхньою родиною.
Після вечері Гомер панікує, коли Барт і Мардж розповідають, як сильно Гомер захопився живописом у Спрінґфілдському музеї образотворчих мистецтв під час екскурсії. Пізніше Ліса розповідає, що Гомер довірився їй щодо своїх відчуттів від «Поетеси», що зблизило батька і доньку. Вони поїхали до музею, але виявили, що його закрили через відсутність коштів, а картину передали в аукціонний дім. Гомер вирішив взяти участь в аукціоні, намагаючись врятувати картину. Однак, на аукціоні Гомер не втримався і намагався її вкрасти…
Гомер втікає з дому, але Маначек знаходить його в музеї, де він запевняє, що той невинний, бо вважає його занадто дурним, щоб щось викрасти. Пізніше Маначек збирає всіх підозрюваних у музеї та виявляє, що Меган та Бернс — викрадачі картини. Меган найняла близнюків охоронців, щоб імітувати крадіжку з метою утримувати личинку своєї подружки. Однак, Бернс випередив її, коли побудував ідентичний аукціонний дім поруч з оригіналом та легко викрав «Поетесу» зі сховища.
Після арешту Меган та Бернса та вилучення картини з дому Бернса, Маначек розкриває справжнього винуватця не когось іншого, а саму Лісу, оскільки картина є не чим іншим, як її сумкою для подарунків. Дівчинка пояснює, що вона таємно змінила картину до того, як відбувся аукціон, щоб жоден мільярдер не зміг сховати мистецтво там, де такі люди, як Гомер, не зможуть полюбити його. Коли право власності на картину повертається до міста, її повертають меру Квімбі, який вирішив зберегти її на новій футбольній арені Спрінґфілда, побудованій за гроші від продажу безцінних витворів мистецтва. Туди Гомер і Ліса із задоволенням йдуть разом розглядати картину.
У сцені під час титрів показано кадри, нібито з детективного серіалу Маначека.

## Виробництво
Спочатку серія мала вийти 11 березня 2018 року, пізніше серію «3 Scenes Plus a Tag from a Marriage» було заплановано випустити того дня, а «Homer Is Where the Art Isn't» — 18 березня як 13 серія сезону. Однак, врешті решт, «3 Scenes Plus a Tag from a Marriage» було пересунено на тиждень.
У вирізаній сцені Третій Номер Мел каже, що вони хочуть, що доктором Хто була жінка, і з ним скандує натовп. Через те, що 16 липня 2017 року було оприлюднено, що роль Тринадцятого Доктора зіграє Джоді Віттакер сцену було змінено — натовп скандує проти надмірної кількості рибних ресторанів.
В іншій вирізаній сцені Маначек збирався сказати польське прислів'я: «Навіть беззуба коза все ще може з'їсти тонку банку, але не сподівайтесь, що з неї зроблять Вам різдвяний светр з губернаторською пряжею». Також вирізано сцену, де Гомер і Мардж потрапили в біду під час шкільного зібрання була вирізана, щоб звільнити місце для повних титрів Маначека.
Епізод повинен був вийти за участю багатого техасця, але його замінила Меган Метьюсон, оскільки Джеймс Брукс сказав виконавчому продюсеру Метту Селману, що ненавидить цього персонажа.
Метт Селман також зазначив, що їм довелося заплатити за використання картини в серії.

## Цікаві факти і культурні відсилання
- Назва серії є відсиланням до виразу й однойменної пісні «Home Is Where the Heart Is» (укр. «Дім — там, де серце»). Назва епізода, що з'являється на початку серії «Home Is Where the Art Isn't» (укр. «Дім — там, де немає мистецтва»), хоча офіційна назва — «Homer Is Where the Art Isn't».

## Ставлення критиків і глядачів
Під час прем'єри серію переглянули 2,1 млн осіб з рейтингом 0.8, що зробило її другим за популярністю шоу на каналі «Fox» тієї ночі, після «Сім'янина», однак найменш популярною серією загалом на той час.
Денніс Перкінс з «The A.V. Club» дав серії оцінку B, сказавши, що «на цьому етапі свого запуску рекордів „Сімпсони“ мають право — навіть заохочуються, — змінювати свій формат як-завгодно. Тут традиційний стиль лінійного сюжету серіалу перетворений, починаючи від класичної музичної теми…».
Водночас, журналіст «Akron Beacon Journal» у відставці Річ Гельденфельс назвав серію «нещадною пародією на [серіал] „Баначека“».
Згідно з голосуванням на сайті The NoHomers Club більшість фанатів оцінили серію на 4/5 із середньою оцінкою 3,76/5.